# Redžep Redžepovski
Redžep Redžepovski (in macedone Реџеп Реџеповски?; Kumanovo, 14 dicembre 1962) è un ex pugile macedone, fino al 1992 jugoslavo.

## Palmarès

### Olimpiadi
- 1 medaglia:
  - 1 argento (Los Angeles 1984 nei pesi mosca)